# Kwun Tong District
Kwun Tong District (chinesisch 觀塘區 / 观塘区, Pinyin Guāntáng Qū, Jyutping Gun1tong4 keoi1 – „Bezirk Kwun Tong“) ist einer der 18 Distrikte Hongkongs. Der Bezirk ist nach der gleichnamigen Siedlung Kwun Tong benannt, die heute ein Stadtviertel bildet.

## Beschreibung
Kwun Tong District liegt im östlichen Teil der Kowloon-Halbinsel und erstreckt sich vom Kowloon Peak (九龍峰, meist 飛鵝山) im Norden bis zum Lei-Yue-Mun-Kanal, der die Insel Hongkong von Kowloon trennt, im Süden und Südwesten. Vom östlich angrenzenden Sai Kung District wird Kwun Tong durch eine kleine bewaldete Hügelkette von 200 bis 300 Metern Höhe getrennt. Die nordwestliche Begrenzung bildet das Gelände des ehemaligen Flughafens Kai Tak.
Mit einer Fläche von 11,27 km² zählt der Kwun Tong District zu den flächenmäßig kleineren Distrikten Hongkongs. Der Urbanisierungsgrad ist sehr hoch und die Bevölkerungsdichte von 57.546 Einwohnern/km² ist die höchste von allen Distrikten Hongkongs. In Bezug auf die Einwohnerzahl steht Kwun Tong mit 648.541 Einwohnern an zweiter Stelle unter den Distrikten Hongkongs (nach Sha Tin District, alle Zahlen von 2016). Kwun Tong District besteht aus verschiedenen Ortsteilen. Zu diesen zählen Ngau Tau Kok (牛頭角), Cha Kwo Ling (茶果嶺), Yau Tong (油塘), Sau Mau Ping (秀茂坪), Lei Yue Mun (鯉魚門), Lam Tin (藍田) und Kowloon Bay (九龍灣).

## Geschichte
Der namensgebende Ortsteil Kwun Tong (觀塘, hist. Koon Tong – 官塘) war in den 1950er Jahren die erste Örtlichkeit in New Kowloon (新九龍), die durch die Hongkonger Regierung systematisch zu einer Satellitenstadt außerhalb Kowloons und der City von Hongkong, d. h. einer frühen „New Town“, entwickelt wurde. Große Teile des heutigen Bezirks Kwun Tong wurden im Rahmen von Landgewinnungsprojekten in den zwei Jahrzehnten zwischen 1950 und 1970 aus dem Meer gewonnen. Im Bereich von Kwun Tong District siedelten sich in den 1950er und 1960er Jahren zahlreiche Industrieunternehmen und Fabriken an und prägten jahrzehntelang das Erscheinungsbild Kwun Tongs als Industrie- und Gewerbebezirk. Seit Anfang der 1980er Jahre wanderten infolge der wirtschaftlichen Öffnungspolitik der Volksrepublik China viele Industriebetriebe in das chinesische Festland ab, wo kostengünstigere Produktionsmöglichkeiten bestanden, beispielsweise in der Sonderwirtschaftszone Shenzhen oder nahegelegene Grenzstädte wie Dongguan. Zwischen 1991 und 1997 sank die Zahl der in Kwun Tong im Tertiärsektor beschäftigten Personen von 123.330 auf 46.800. Im Jahr 2011 lag sie bei nur noch 11.326 Personen. In Kwun Tong setzte nach und nach allmählich ein Strukturwandel ein, der durch die Hongkonger Regierung aktiv mitgestaltet wurde. Künstler und Kleinunternehmen begannen in die alten Fabrikgebäude einzuziehen, Industrieanlagen wurden zu Grünflächen umgestaltet etc. Die Hongkonger Regierung setzte sich zum Ziel, in Kwun Tong einen zweiten Geschäftsbezirk (CBD2, Central Business District 2) neben dem Stadtteil Central auf der Insel Hongkong aufzubauen.

## Besonderheiten
Die Architektur wird von den Hongkong-typischen Hochhausbauten geprägt. In vielen alten Fabrikgebäuden sind heute die verschiedensten Geschäfte und Restaurants untergebracht. Zur Seeseite liegt die Kwun-Tong-Promenade (觀塘海濱公園, ⊙), ein kleiner Hafenpark, der auf altem Industriegelände angelegt wurde und von einer Hochstraße überquert wird. Das CIC Zero Carbon Building (零碳天地, ⊙) soll als Modell für klimaneutrale Architektur dienen.

## Galerie

Der 602 m hohe Kowloon Peak (飛鵝山) – Kwun Tongs nördliche Grenzmarke
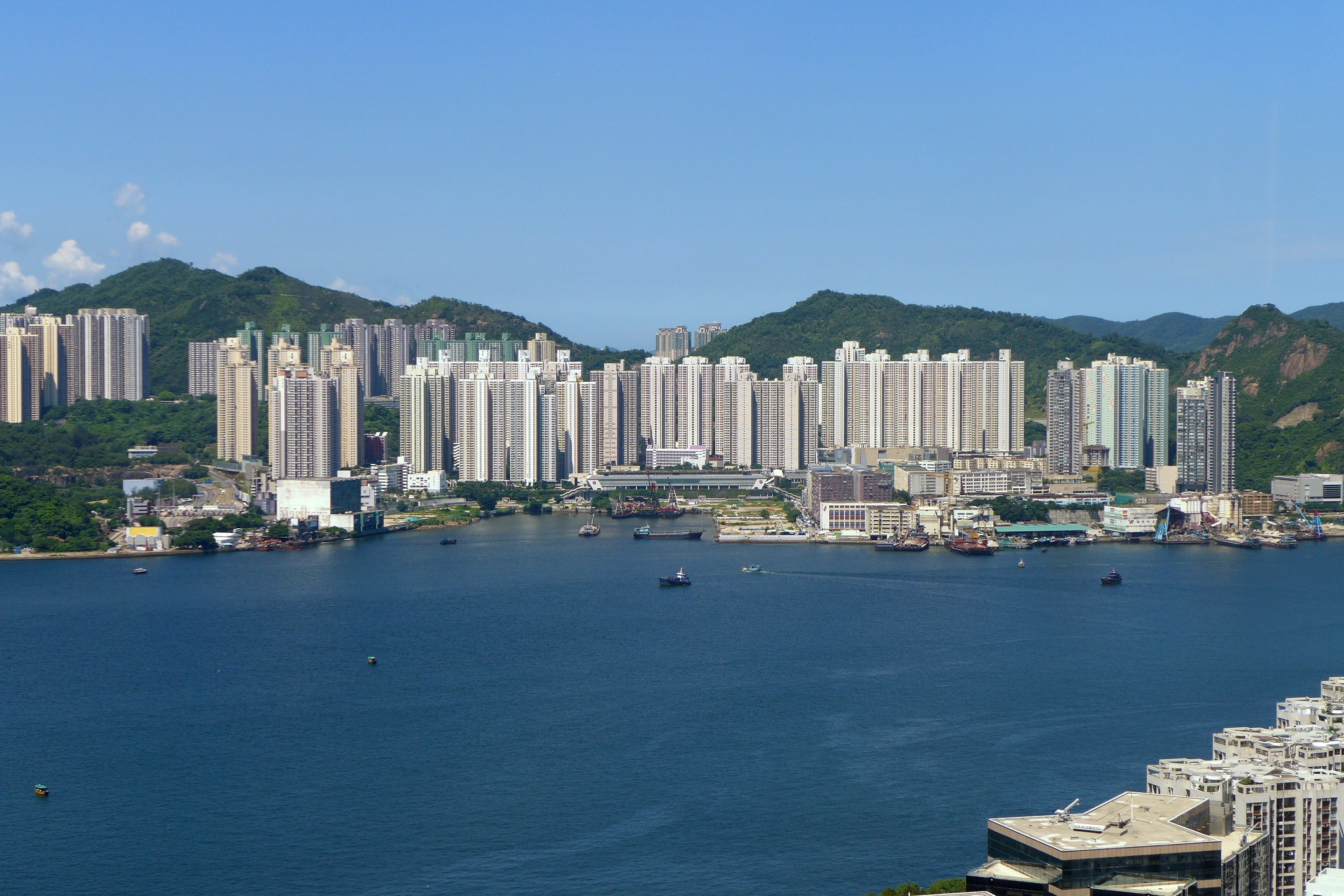
Blick auf Stadtteil Yau Tong, 2014
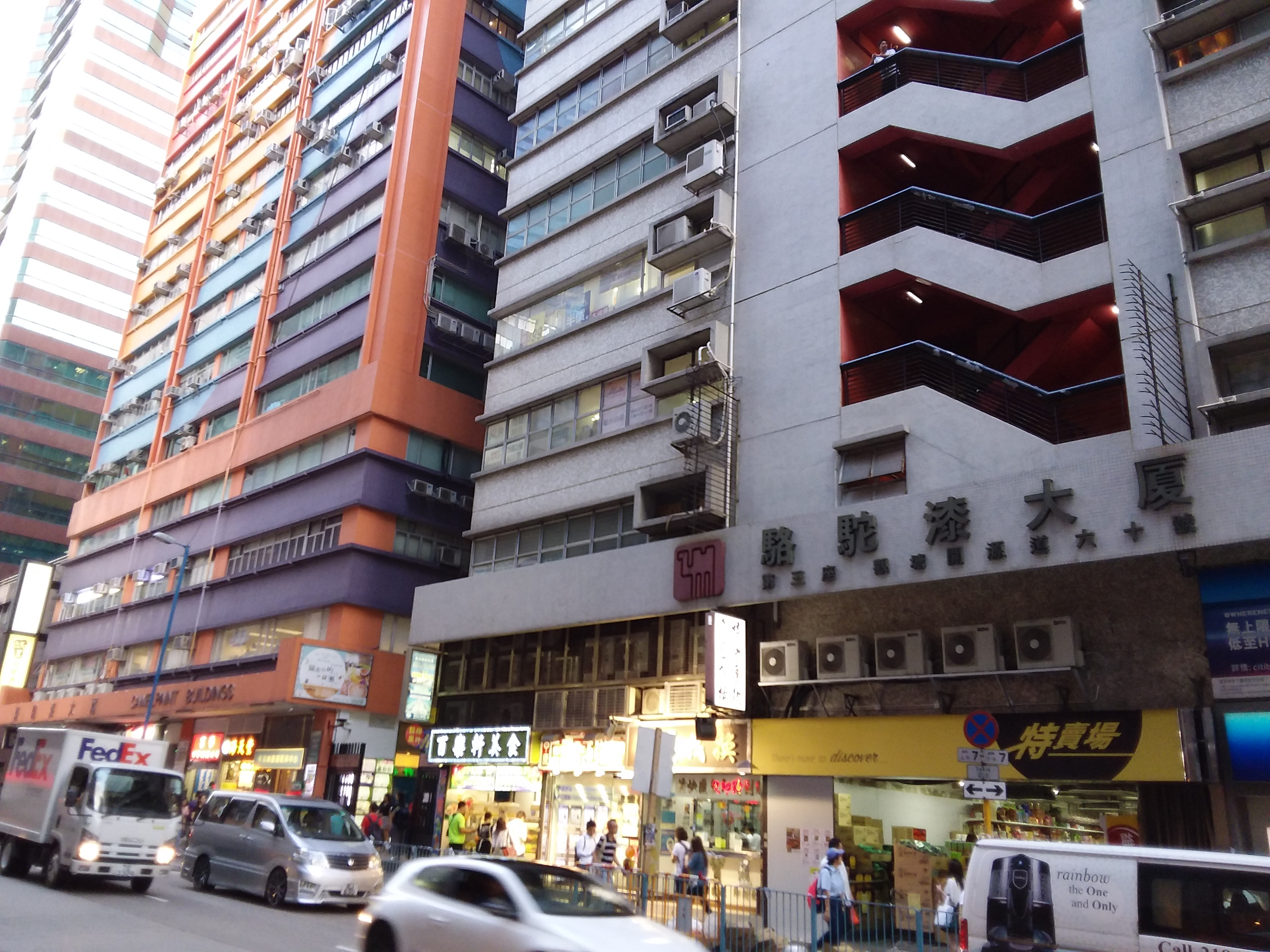
Kwun Tongs Camel Paint Building (駱駝漆大廈) – bekanntes altes Fabrikgebäude
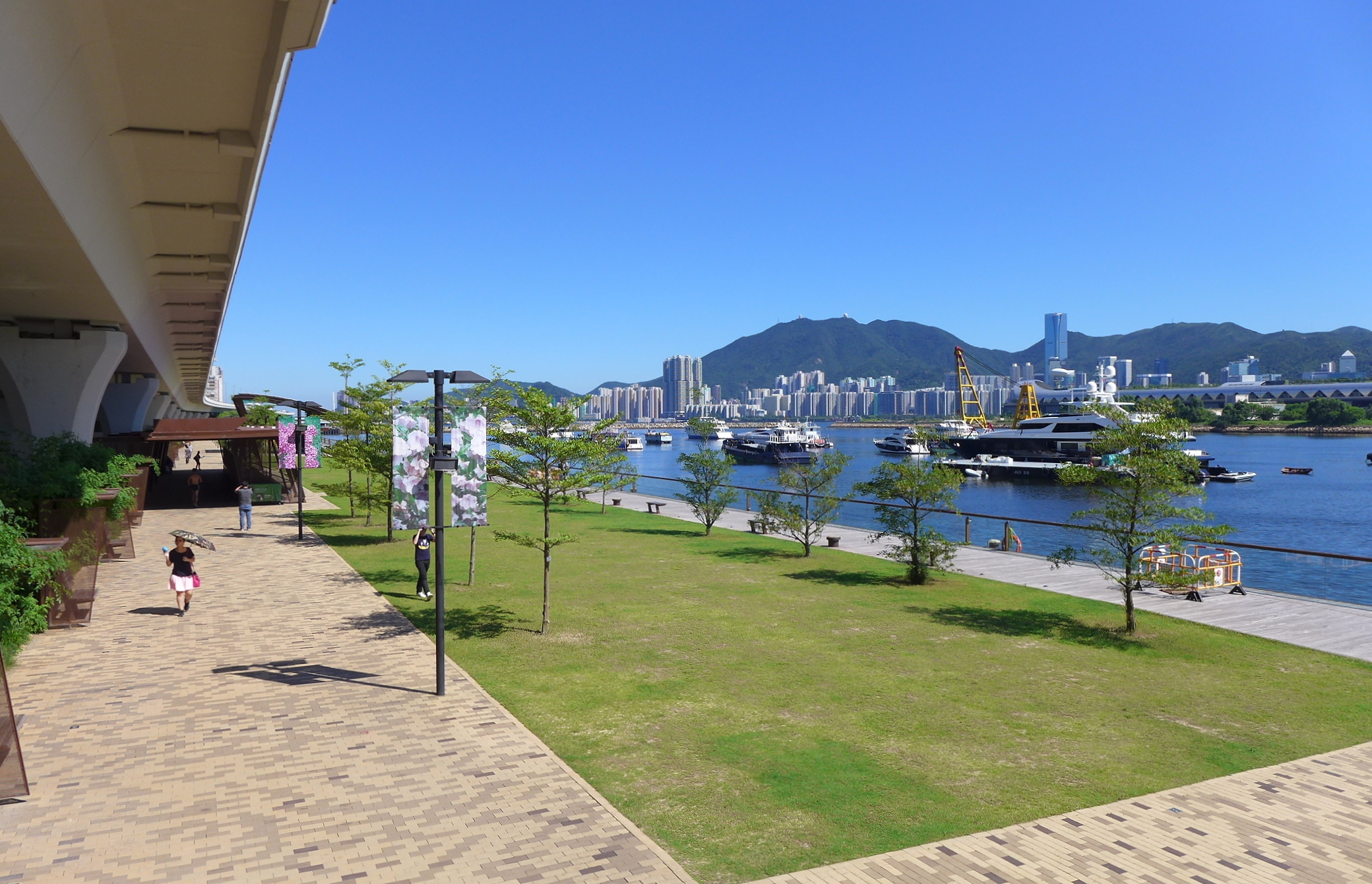
Kwun-Tong-Promenade – Uferpromenade und Parkanlage, 2016
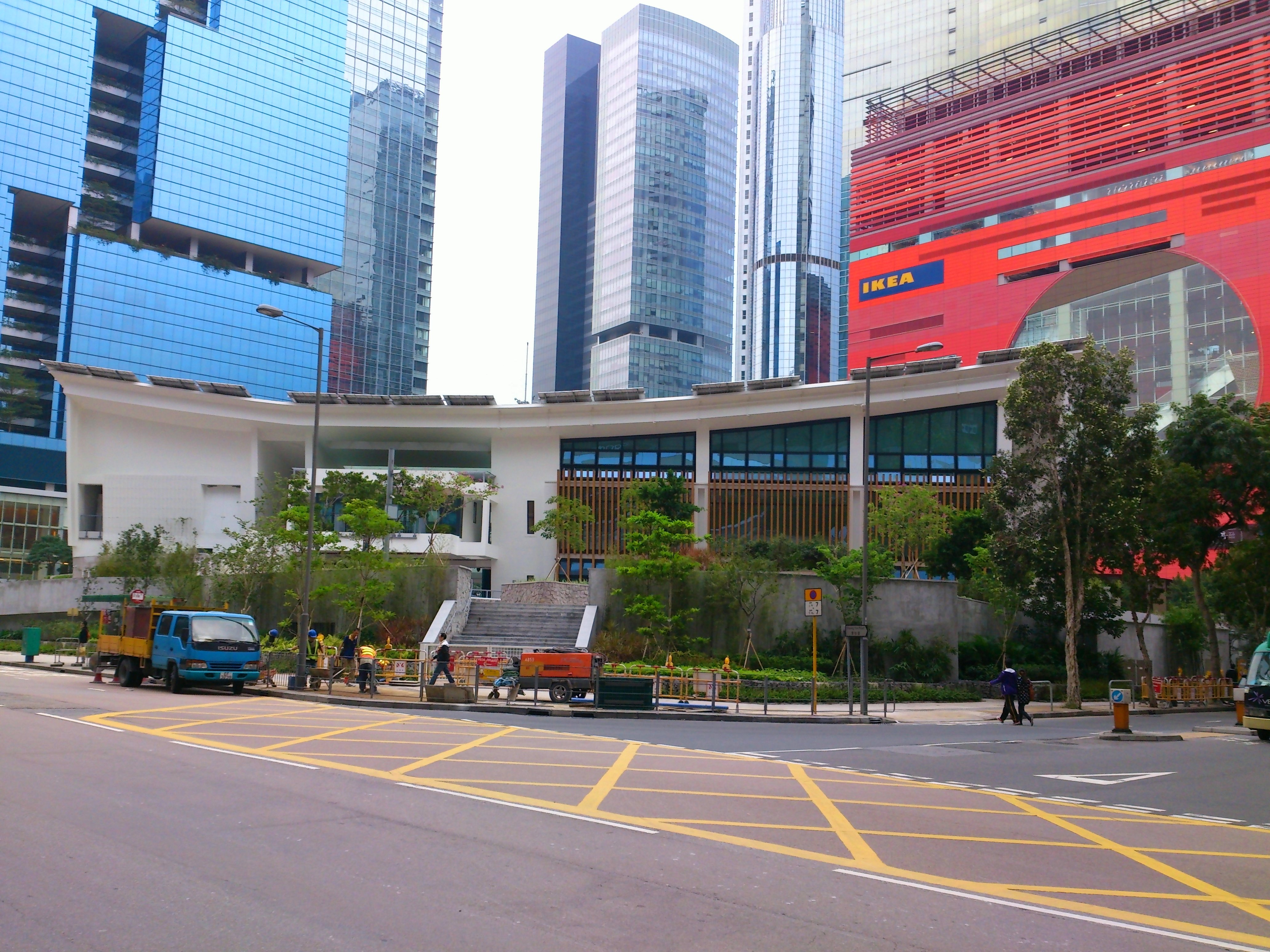
CIC Zero Carbon Building (CIC-CB), 2016
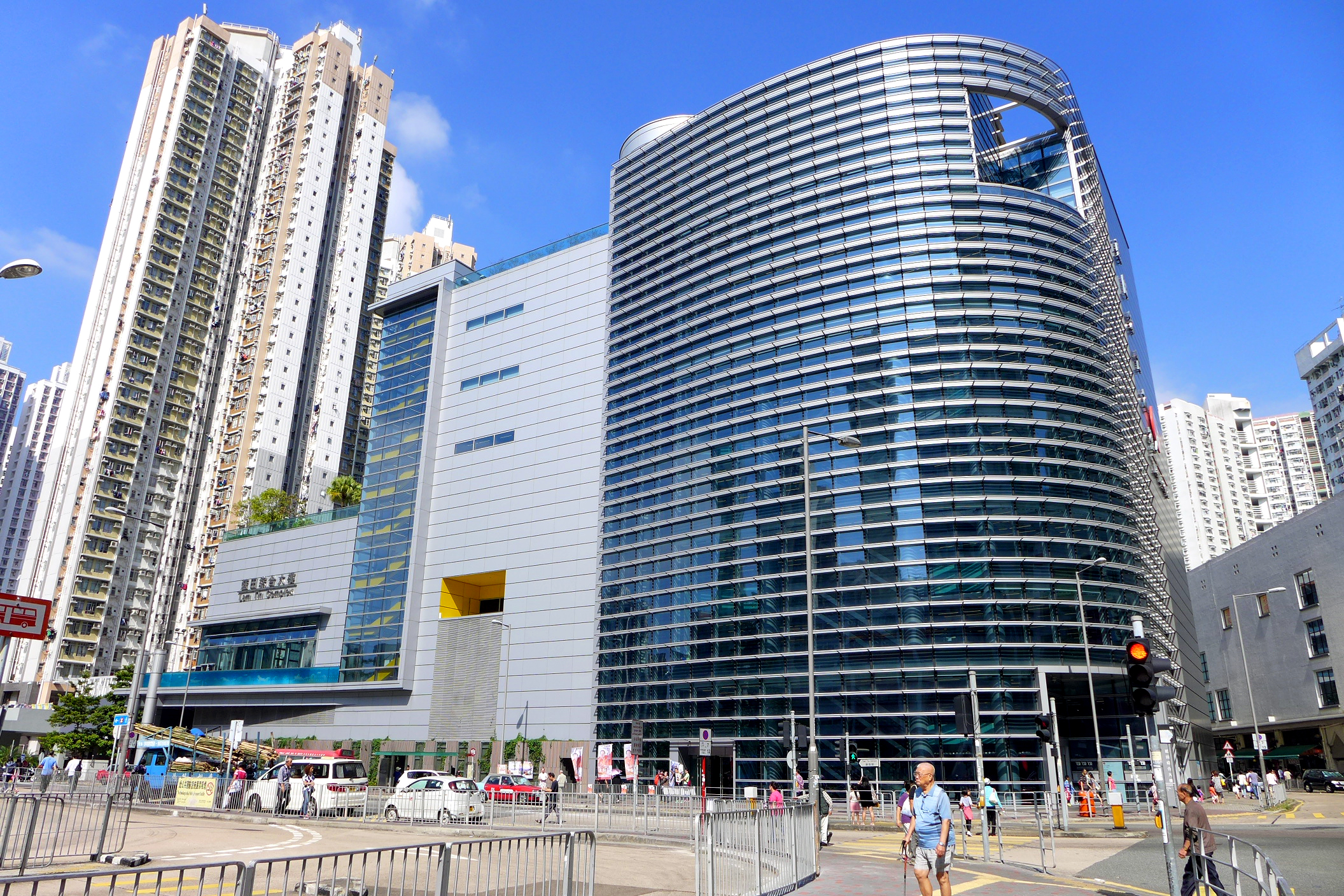
Lam Tin Complex – Mehrzweckverwaltungsbau  a, 2015
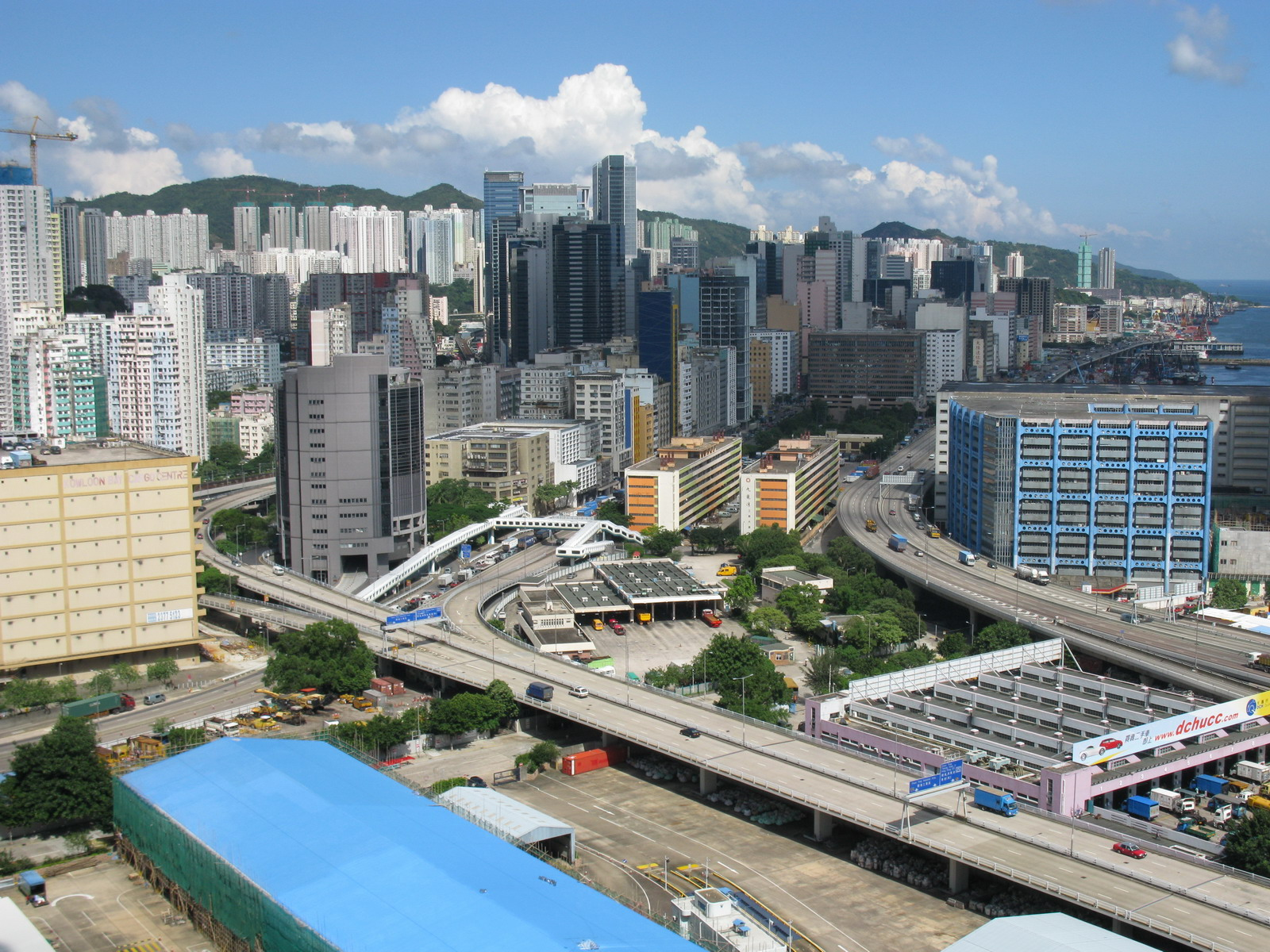
Industrie- und Gewerbegebiet (觀塘商貿區), 2008
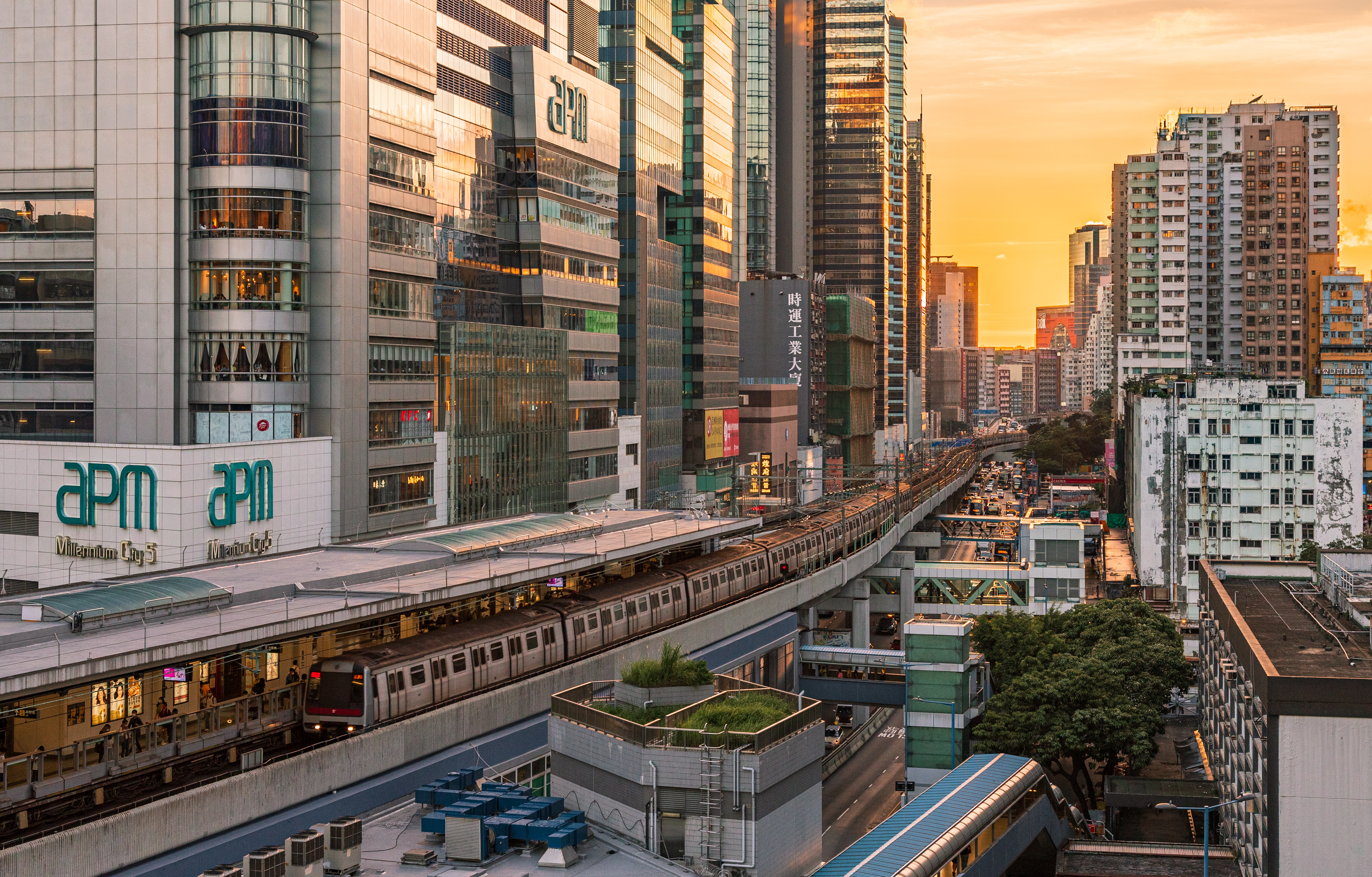
MTR-Bahnhof der Kwun Tong Line, 2020

Fußnote